# 竹田エリ
竹田 エリ（たけだ えり、女性）は、日本の漫画家。

## 人物
神奈川県川崎市中原区出身。二松學舍大学文学部卒業。1995年に『私立T女子学園』（週刊ヤングジャンプ）にてデビュー。4コマ漫画を手掛ける。シンプルな描線の可愛らしい絵柄で、乾いた笑いの世界を描く。絵柄とブラックジョークのギャップが特徴の、ジャンプ系では異色の作風である。

## 作品リスト
- 私立T女子学園（週刊ヤングジャンプ、全10巻）
- パサラちゃん（別冊ヤングジャンプ→漫革、全2巻）
- SMH - 始末署の星（週刊ヤングジャンプ、全1巻）
- メリーちゃんと羊（週刊ヤングジャンプ、全6巻）
- とりどりことり（週刊ヤングジャンプ、全3巻）